# Liste der Bodendenkmale in Worpswede
In der Liste der Bodendenkmale in Worpswede sind die Bodendenkmale der niedersächsischen Gemeinde Worpswede aufgeführt. Die Quelle ist der Denkmalatlas Niedersachsen. 

Worpswede im Landkreis Osterholz

Der Stand der Liste ist der 15. Dezember 2024.

## Allgemein
In den Spalten finden sich folgende Informationen des Bodendenkmales:
Lagegeographische Koordinaten
BezeichnungBezeichnung lt. Denkmalatlas
BeschreibungBeschreibung lt. Denkmalatlas
IDObjekt-ID
BildBild, ggf. zusätzlich mit Link zu weiteren Fotos im Medienarchiv Wikimedia Commons.

## Hüttenbusch
| Lage                        | Bezeichnung          | Beschreibung | ID       | Bild |
| --------------------------- | -------------------- | --- | -------- | ---- |
| 53° 15′ 54″ N, 8° 56′ 40″ O | Hüttenbusch 5, Wurt  | | 28928028 | BW   |
| 53° 16′ 47″ N, 8° 56′ 38″ O | Hüttenbusch 12, Wurt | Zwei nebeneinander liegende rundliche Bodenerhöhungen. Mit einer Länge von ca. 40 m, einer Breite von ca. 45 m und einer Höhe von ca. 1 m. | 28928029 | BW   |

## Überhamm
| Lage                        | Bezeichnung       | Beschreibung                             | ID       | Bild |
| --------------------------- | ----------------- | ---------------------------------------- | -------- | ---- |
| 53° 15′ 22″ N, 8° 55′ 51″ O | Überhamm 2, Wurt  |                                          | 28962296 | BW   |
| 53° 15′ 11″ N, 8° 55′ 39″ O | Überhamm 3, Wurt  |                                          | 28962297 | BW   |
| 53° 14′ 56″ N, 8° 55′ 23″ O | Überhamm 5, Wurt  | Durchmesser ca. 30 m und Höhe ca. 0,5 m. | 28928031 | BW   |
| 53° 15′ 16″ N, 8° 55′ 48″ O | Überhamm 15, Wurt |                                          | 28962298 | BW   |
| 53° 15′ 14″ N, 8° 55′ 58″ O | Überhamm 16, Wurt |                                          | 28962299 | BW   |

## Waakhausen
| Lage                        | Bezeichnung         | Beschreibung | ID       | Bild |
| --------------------------- | ------------------- | --- | -------- | ---- |
| 53° 12′ 24″ N, 8° 53′ 49″ O | Waakhausen 2, Wurt  | Fläche ca. 36 × 25 m und Höhe ca. 1 m. Südöstlich kleinere gesondert liegende Nebenwurt, mit kleiner Scheune bebaut. | 28928032 | BW   |
| 53° 12′ 40″ N, 8° 53′ 36″ O | Waakhausen 3, Wurt  | Fläche ca. 70 × 45 m und Höhe ca. 0,6 m.                                                                             | 28928392 | BW   |
| 53° 12′ 53″ N, 8° 53′ 19″ O | Waakhausen 5, Wurt  | Fläche ca. 60 × 30 m und Höhe ca. 1,2 m.                                                                             | 28928393 | BW   |
| 53° 13′ 0″ N, 8° 53′ 8″ O   | Waakhausen 6, Wurt  | | 28928394 | BW   |
| 53° 12′ 49″ N, 8° 52′ 52″ O | Waakhausen 7, Wurt  | Durchmesser ca. 80 m und Höhe ca. 1,8 m.                                                                             | 28928395 | BW   |
| 53° 12′ 40″ N, 8° 52′ 45″ O | Waakhausen 10, Wurt | Fläche ca. 44 × 30 m und Höhe ca. 1,5 m.                                                                             | 28928396 | BW   |
| 53° 12′ 37″ N, 8° 52′ 45″ O | Waakhausen 11, Wurt | Fläche ca. 60 × 40 m und Höhe ca. 1,5 m.                                                                             | 28928397 | BW   |
| 53° 12′ 35″ N, 8° 52′ 37″ O | Waakhausen 12, Wurt | Fläche ca. 60 × 30 m und Höhe ca. 1,2 – 1,5 m.                                                                       | 28928398 | BW   |
| 53° 12′ 9″ N, 8° 52′ 37″ O  | Waakhausen 14, Wurt | Fläche ca. 36 × 56 m und Höhe ca. 1,5 m. Angrenzend kleine Nebenwurt.                                                | 28928399 | BW   |
| 53° 12′ 17″ N, 8° 52′ 16″ O | Waakhausen 15, Wurt | Fläche ca. 40 × 80 m und Höhe ca. 2 m.                                                                               | 28928400 | BW   |
| 53° 12′ 22″ N, 8° 52′ 6″ O  | Waakhausen 16, Wurt | Fläche ca. 66 × 84 m und Höhe ca. 1,5 m.                                                                             | 28928401 | BW   |
| 53° 12′ 20″ N, 8° 51′ 56″ O | Waakhausen 17, Wurt | Durchmesser ca. 60 m und Höhe ca. 2 m.                                                                               | 28928402 | BW   |
| 53° 12′ 13″ N, 8° 51′ 56″ O | Waakhausen 18, Wurt | Durchmesser ca. 40 m und Höhe ca. 1,5 m.                                                                             | 28928403 | BW   |
| 53° 12′ 8″ N, 8° 51′ 45″ O  | Waakhausen 19, Wurt | Fläche ca. 50 × 70 m und Höhe ca. 1,5 m.                                                                             | 28928404 | BW   |
| 53° 12′ 5″ N, 8° 51′ 22″ O  | Waakhausen 22, Wurt | Fläche ca. 60 × 70 m und Höhe ca. 2 m.                                                                               | 28928405 | BW   |
| 53° 12′ 3″ N, 8° 51′ 9″ O   | Waakhausen 23, Wurt | Fläche ca. 60 × 120 m und Höhe ca. 1,5 m.                                                                            | 28928406 | BW   |
| 53° 11′ 58″ N, 8° 50′ 50″ O | Waakhausen 24, Wurt | Fläche ca. 44 × 56 m und Höhe ca. 2 m.                                                                               | 28928407 | BW   |
| 53° 11′ 48″ N, 8° 50′ 49″ O | Waakhausen 25, Wurt | | 28928408 | BW   |
| 53° 11′ 42″ N, 8° 50′ 35″ O | Waakhausen 27, Wurt | Fläche ca. 40 × 60 m und Höhe ca. 2 m.                                                                               | 28928409 | BW   |
| 53° 11′ 41″ N, 8° 50′ 46″ O | Waakhausen 28, Wurt | Fläche ca. 36 × 44 m und Höhe ca. 1,8 m.                                                                             | 28928410 | BW   |
| 53° 11′ 39″ N, 8° 50′ 35″ O | Waakhausen 29, Wurt | Fläche ca. 30 × 50 m und Höhe ca. 1,7 m.                                                                             | 28928411 | BW   |
| 53° 11′ 42″ N, 8° 50′ 28″ O | Waakhausen 30, Wurt | Fläche ca. 44 × 50 m und Höhe ca. 2 m.                                                                               | 28928412 | BW   |
| 53° 11′ 43″ N, 8° 50′ 21″ O | Waakhausen 31, Wurt | Fläche ca. 56 × 58 m und Höhe ca. 1,6 m.                                                                             | 28928413 | BW   |
| 53° 11′ 42″ N, 8° 50′ 19″ O | Waakhausen 32, Wurt | Fläche ca. 32 × 60 m und Höhe ca. 1,8 m.                                                                             | 28928414 | BW   |
| 53° 11′ 38″ N, 8° 50′ 17″ O | Waakhausen 33, Wurt | Fläche ca. 40 × 50 m und Höhe ca. 1,8 m.                                                                             | 28928415 | BW   |
| 53° 11′ 37″ N, 8° 50′ 12″ O | Waakhausen 34, Wurt | | 28928416 | BW   |
| 53° 11′ 36″ N, 8° 50′ 26″ O | Waakhausen 35, Wurt | | 28928417 | BW   |

## Worpswede
| Lage                        | Bezeichnung             | Beschreibung                                                                                            | ID       | Bild |
| --------------------------- | ----------------------- | --- | -------- | ---- |
| 53° 13′ 10″ N, 8° 53′ 58″ O | Worpswede 1, Wurt       | Fläche ca. 45 × 50 m und Höhe ca. 1 m.                                                                  | 28928033 | BW   |
| 53° 13′ 10″ N, 8° 53′ 53″ O | Worpswede 2, Wurt       | | 28928418 | BW   |
| 53° 13′ 7″ N, 8° 53′ 49″ O  | Worpswede 3, Wurt       | Fläche ca. 20 × 50 m und Höhe ca. 0,7 m.                                                                | 28928419 | BW   |
| 53° 13′ 8″ N, 8° 53′ 43″ O  | Worpswede 4, Wurt       | | 28928420 | BW   |
| 53° 13′ 8″ N, 8° 53′ 41″ O  | Worpswede 5, Wurt       | Fläche ca. 36 × 50 m und Höhe ca. 1 m.                                                                  | 28928421 | BW   |
| 53° 13′ 9″ N, 8° 53′ 36″ O  | Worpswede 6, Wurt       | Fläche ca. 26 × 50 m und Höhe ca. 1,2 m. Östlich schließt sich kleine Nebenwurt mit Stallgebäude an.    | 28928518 | BW   |
| 53° 13′ 8″ N, 8° 53′ 33″ O  | Worpswede 7, Wurt       | Fläche ca. 26 × 46 m und Höhe ca. 1,2 m.                                                                | 28928519 | BW   |
| 53° 13′ 5″ N, 8° 53′ 28″ O  | Worpswede 8, Wurt       | Fläche ca. 26 × 30 m und Höhe ca. 1,2 m.                                                                | 28928520 | BW   |
| 53° 13′ 5″ N, 8° 53′ 23″ O  | Worpswede 9, Wurt       | Fläche ca. 34 × 52 m und Höhe ca. 1,2 m. Daran schließt sich kleine Wurt mit Stallungen und Scheune an. | 28928521 | BW   |
| 53° 13′ 3″ N, 8° 53′ 16″ O  | Worpswede 10, Wurt      | Fläche ca. 36 × 56 m und Höhe ca. 1,7 m.                                                                | 28928522 | BW   |
| 53° 13′ 26″ N, 8° 53′ 53″ O | Worpswede 11, Wurt      | Durchmesser ca. 54 m und Höhe ca. 1,3 m. Auf der Nordseite abgetragen.                                  | 28928523 | BW   |
| 53° 14′ 29″ N, 8° 54′ 44″ O | Worpswede 12, Wurt      | | 28928524 | BW   |
| 53° 14′ 29″ N, 8° 54′ 46″ O | Worpswede 13, Wurt      | | 28928525 | BW   |
| 53° 14′ 38″ N, 8° 55′ 3″ O  | Worpswede 15, Wurt      | | 28962300 | BW   |
| 53° 14′ 41″ N, 8° 55′ 9″ O  | Worpswede 16, Wurt      | | 28962302 | BW   |
| 53° 14′ 46″ N, 8° 55′ 12″ O | Worpswede 17, Wurt      | | 28990351 | BW   |
| 53° 13′ 7″ N, 8° 56′ 17″ O  | Worpswede 20, Grabhügel | Durchmesser ca. 18 m und Höhe ca. 1 m. Rand abgesetzt. Oberfläche abgeflacht.                           | 28928035 | BW   |
| 53° 14′ 37″ N, 8° 55′ 6″ O  | Worpswede 48, Wurt      | | 28962398 | BW   |